# Alexander L. Wolf
Cet article concerne l’informaticien. Pour le biathlète allemand, voir Alexander Wolf.
Alexander L. Wolf, né le 12 septembre 1956 à New York (États-Unis) est un informaticien connu pour ses recherches en génie logiciel, calcul distribué, et réseaux informatique.

## Carrière scientifique
Wolf est né à New York de parents immigrants autrichiens. Il est élève de la Stuyvesant High School, spécialisée en mathématiques et sciences, diplômé en 1974. Il est ensuite étudiant au Queens College en géologie et informatique, où il obtient un BA en 1979. De 1979 à 1985, il fait des études en informatique à l’université du Massachusetts à Amherst, avec un MS en 1982 et un PhD en 1985. Il reste à l’université du Massachusetts à Amherst pendant deux ans comme Visiting Assistant Professor et chercheur et travaille sur le projet Arcadia qui établit les bases techniques et théoriques pour un environnement de développement.
En 1987, Wolf rejoint les Laboratoires Bell à Murray Hill comme membre de l’équipe technique, et mène des recherches en bases de données orientée objet, processus de développement de logiciels et architecture logicielle.
En 1992, il rejoint le département d’informatique de l’université du Colorado à Boulder comme professeur assistant, puis devient professeur associé et professeur titulaire, et en 2005 distinguished professor sur la Charles V. Schelke Endowed Chair du College of Engineering. Pendant deux ans, il est prend un congé pour participer à la fondation de la faculté d’informatique de l’Université de la Suisse italienne.
En 2006, Wolf devient professeur au département d’informatique de l’Imperial College London. En juillet 2016, il devient le sixième doyen de la Jack Baskin School of Engineering (en) de l’université de Californie à Santa Cruz.
Wolf devient président de l’Association for Computing Machinery (ACM) en 2014 pour un mandat de deux ans. Auparavant, il était vice-président et secrétaire-trésorier de l’ACM, et président et membre du comité du Special Interest Group (SIG) SIGSOFT (en) dédié au génie logiciel.

## Activités scientifiques
Wolf est connu pour ses recherches en génie logiciel, calcul distribué, et réseaux informatique. On lui attribue également l’introduction, avec d’autres chercheurs, de l’étude moderne de l’architecture logicielle,, le mécanisme de messagerie publish-subscribe, les réseaux centrés sur le contenu, la découverte automatique de processus, et les cycles de vie du déploiement de logiciels.

## Honneurs et distinctions
Fellowship
- ACM Fellow (2006)[9]
- British Computer Society Chartered Fellow (2008)[10]
- IEEE Fellow (2011)[11]

ACM SIGSOFT
- ACM SIGSOFT (en) Research Impact Award (2008)[12]
- ACM SIGSOFT Research Impact Award (2011)[12]
- ACM SIGSOFT Distinguished Service Award (2012)[13]
- ACM SIGSOFT Outstanding Research Award (2014)[14]

Autres prix
- Royal Society Wolfson Research Merit Award (2007)
- Université du Massachusetts à Amherst Department of Computer Science Outstanding Research Alumni Award (2010)[15]